# Lars Danielsson
Lars Danielsson (Smålandsstenar, 5 settembre 1958) è un contrabbassista, violoncellista, compositore e produttore discografico svedese.
Considerato uno degli esponenti di spicco del jazz nord europeo, è uno degli artisti di punta dell'etichetta tedesca ACT.

## Biografia
Nato a Smålandsstenar, ha studiato presso il conservatorio di musica di Göteborg. Principalmente conosciuto come contrabbassista, suona anche il basso elettrico e il violoncello. Nel 1985, forma un quartetto con il sassofonista Dave Liebman, il pianista Bobo Stenson e il batterista Jon Christensen che a volte è uscito a nome di Danielsson, ed ha portato alla realizzazione di diversi album. Ha anche collaborato con diverse big band.
Nel corso della sua carriera, ha suonato e registrato con, tra gli altri, John Scofield, Jack DeJohnette, Mike Stern, Billy Hart, Charles Lloyd, Terri Lyne Carrington, Leszek Możdżer, Joey Calderazzo, Gino Vannelli e Dave Kikoski.
Sin dal 1980 ha pubblicato otto album da solista con il Lars Danielssons Quartet. Ad alcuni di questi hanno collaborato artisti dal calibro di Alex Acuña, John Abercrombie, Bill Evans, Kenny Wheeler, Tigran Hamasyan, Rick Margitza e Niels Lan Doky.

## Discografia
| Anno | Titolo                   | Etichetta      | Note                                                                                        |
| ---- | ------------------------ | -------------- | ------------------------------------------------------------------------------------------- |
| 2018 | Summerwind               | ACT Music      | con Paolo Fresu                                                                             |
| 2017 | Liberetto III            | ACT Music      | con Gregory Privat, John Parricelli e Magnus Öström                                         |
| 2016 | Lars Danielsson Songbook | ACT Music      | duo pianoforte e contrabbasso                                                               |
| 2016 | Sun Blowing              | ACT Music      | con Marius Neset e Morten Lund                                                              |
| 2014 | Liberetto II             | ACT Music      | con Tigran Hamasyan, John Parricelli e Magnus Öström                                        |
| 2012 | Liberetto                | ACT Music      | con Tigran Hamasyan, Magnus Öström, Arve Henriksen e John Parricelli                        |
| 2009 | Tarantella               | ACT Music      | con Leszek Możdżer, Mathias Eick, Eric Harland e John Parricelli                            |
| 2007 | Pasodoble                | ACT Music      | con Leszek Możdżer                                                                          |
| 2006 | Mélange Bleu             | ACT Music      | con Bugge Wesseltoft e Nils Petter Molvær                                                   |
| 2005 | The Time                 | Outside Music  | con Leszek Możdżer e Zohar Fresco                                                           |
| 2004 | Libera Me                | ACT Music      | con Nils Petter Molvær, Jon Christensen e Cæcilie Norby                                     |
| 1999 | Time Unit                | Dragon Records | con Anders Kjellberg, Göran Klinghagen e Anders Persson                                     |
| 1997 | Live At Visiones         | Dragon Records | con Dave Liebman, Jon Christensen e Bobo Stenson                                            |
| 1997 | Origo                    | Curling Legs   | con John Abercrombie e Adam Nussbaum                                                        |
| 1994 | Continuation             | L+R Records    | con John Abercrombie e Adam Nussbaum                                                        |
| 1995 | European Voices          | Dragon Records |                                                                                             |
| 1994 | Far North                | Curling Legs   | con Dave Liebman, Jon Christensen and Bobo Stenson                                          |
| 1992 | Fresh Enough             | L+R Records    | con Jack DeJohnette, John Scofield, Bill Evans, Dave Liebman, Niels Lan Doky e Ulf Wakenius |
| 1991 | Poems                    | Dragon Records | con Jon Christensen, Bobo Stenson e Dave Liebman                                            |
| 1990 | Nightlight               | Royal Music    | con Alex Acuña                                                                              |
| 1987 | Tiá Diá                  | Royal Music    | con Alex Acuña, Lars Jansson, Ulf Jansson e David Wilczewski                                |
| 1986 | New Hands                | Dragon Records | con Dave Liebman, Bobo Stenson e Jon Christensen                                            |